# Judith Elbaz
Pour les articles homonymes, voir Elbaz.
Judith Elbaz, née en 1971 à Montréal, est une écrivaine française, chorégraphe et professeure de tango,.

## Œuvres
- Colourful, P.O.L, 2003.
- Le Mouvement en montagne, P.O.L, 2007.
- Le Champ, P.O.L, 2011.